# مترو هاربین
مترو هاربین (انگلیسی: Harbin Metro) سیستم قطار شهری زیرزمینی در شهر هاربین، هئی‌لونگ‌جیانگ، چین است.
این مترو که در سال ۲۰۱۳ تأسیس شده دارای ۳ خط، ۷۸ ایستگاه و ۹۱ کیلومتر طول است. 

## نگارخانه

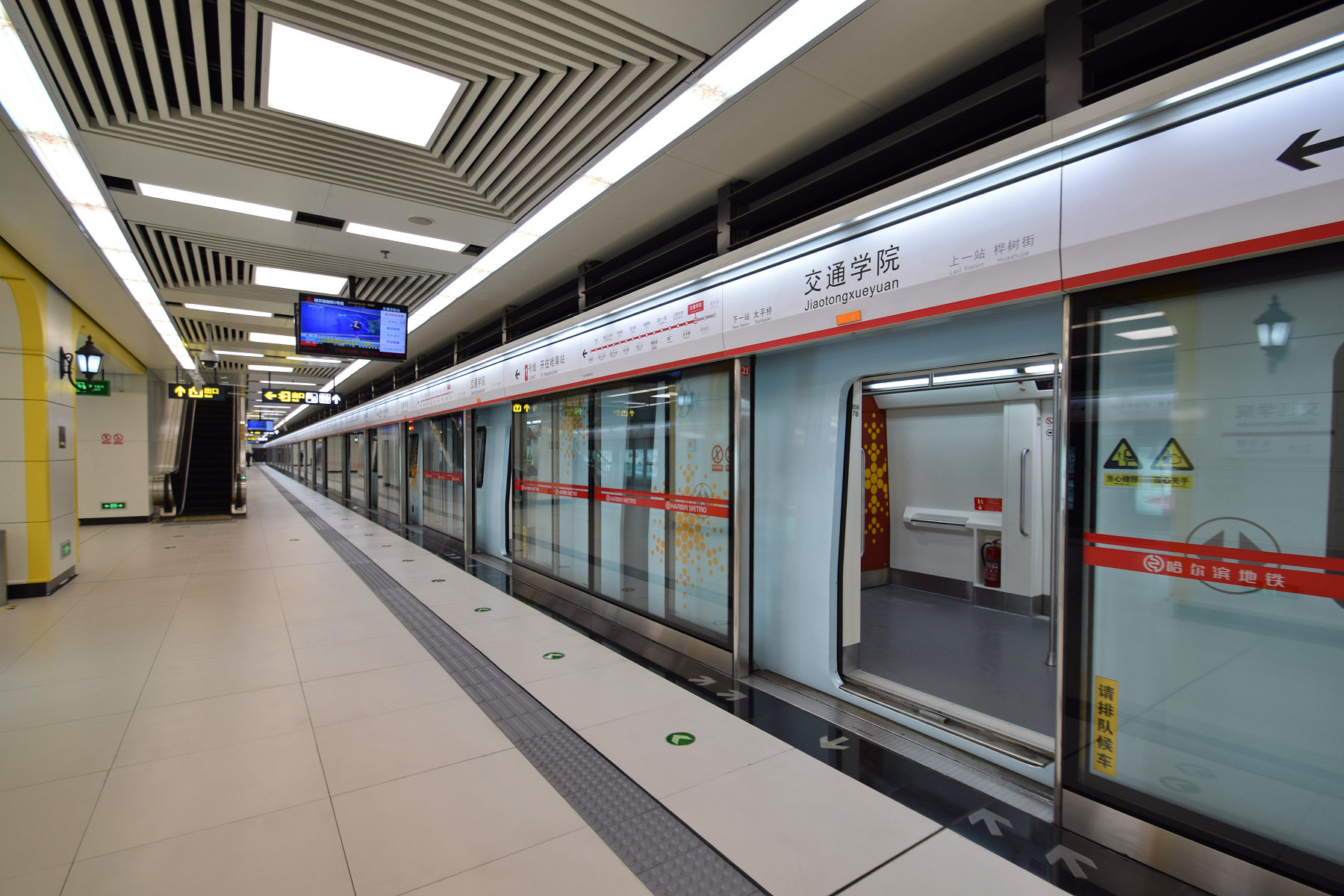
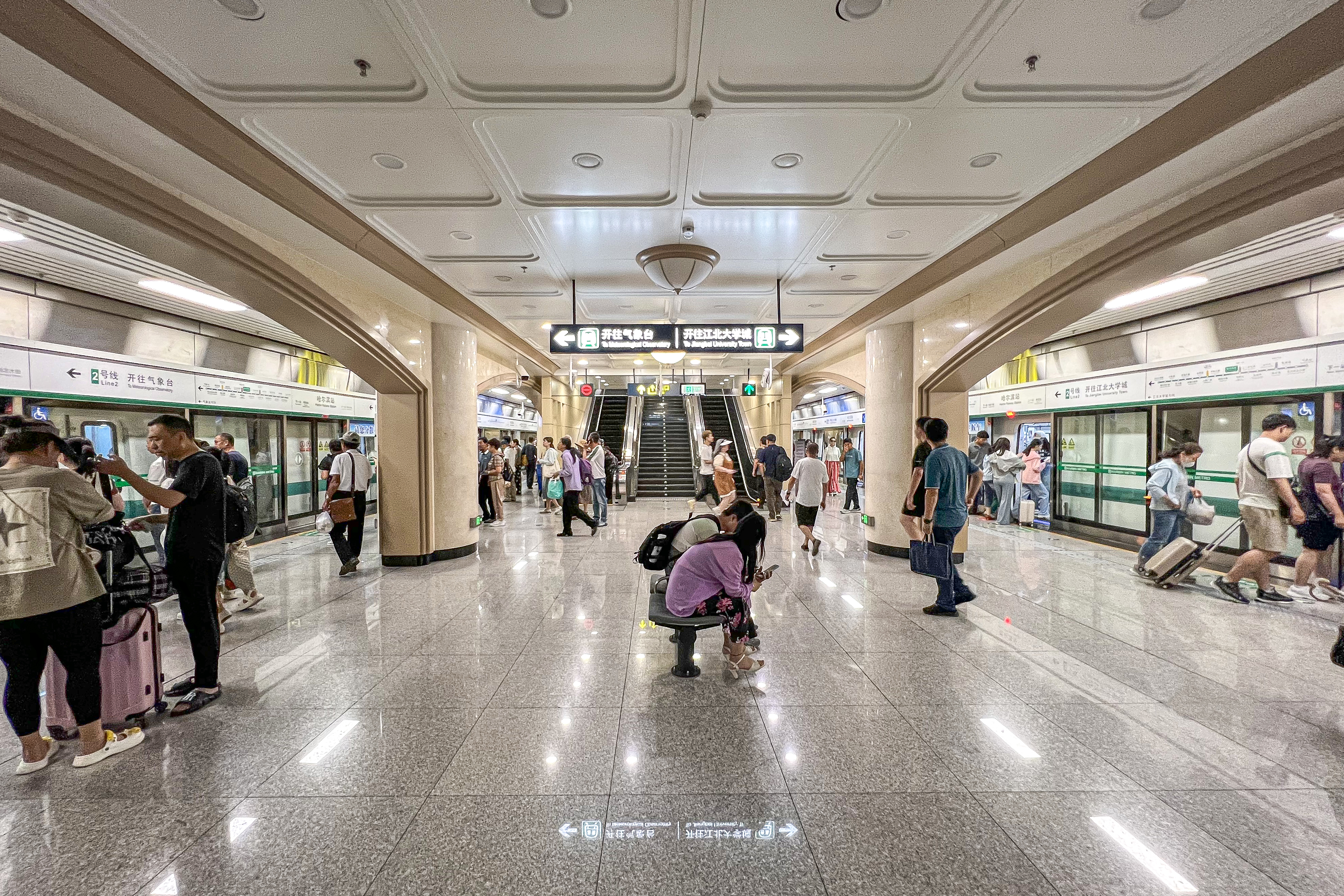
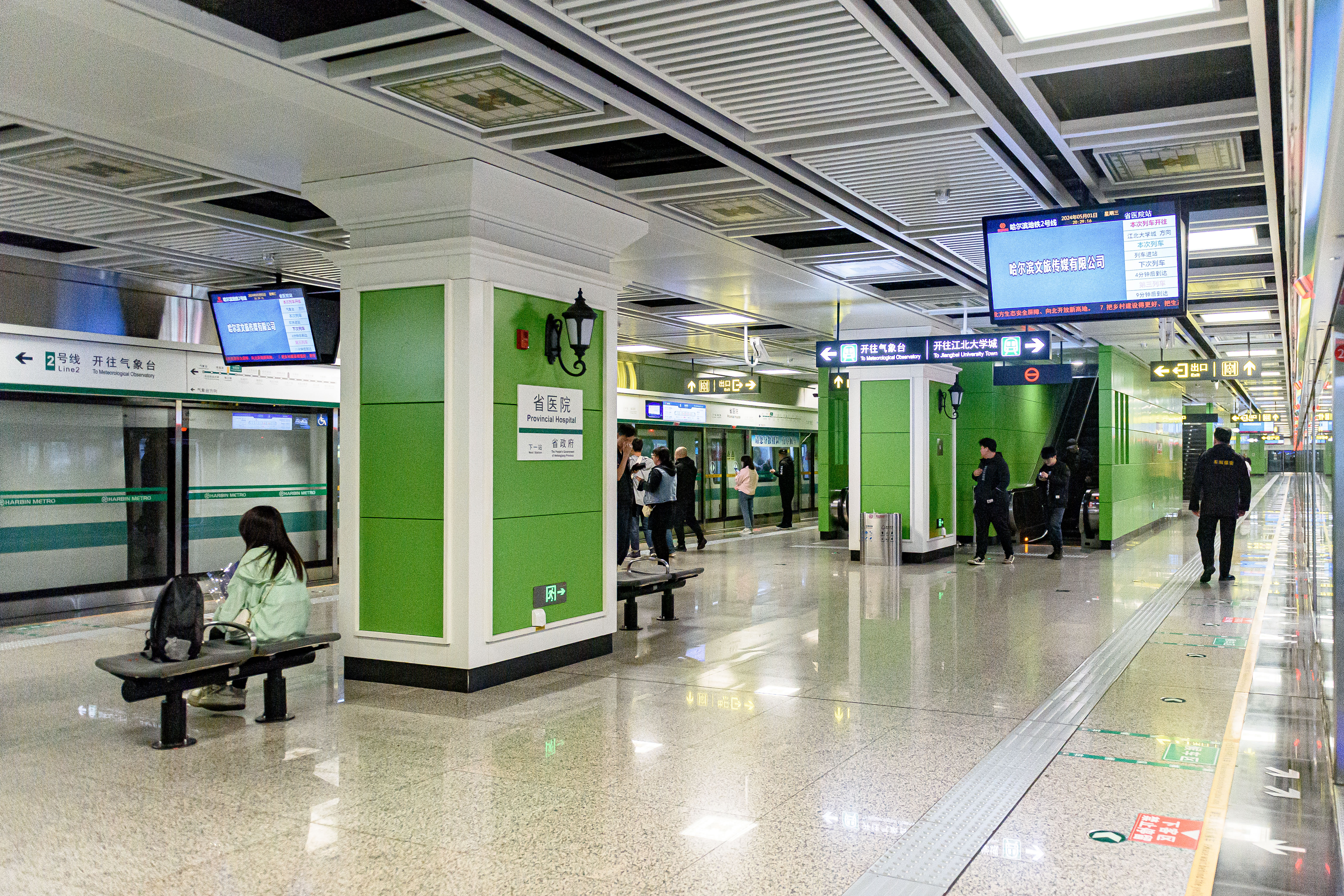